# Il est déjà demain
 (mai 2025).
Motif : Toutes les sources datent du lancement du livre. Rien ne démontre une notoriété pérenne
- Archive Wikiwix
- Bing
- Cairn
- DuckDuckGo
- E. Universalis
- Gallica
- Google
- G. Books
- G. News
- G. Scholar
- Persée
- Qwant
- (zh) Baidu
- (ru) Yandex
- (wd) trouver des œuvres sur Wikidata

| 1. | Préciser le motif de la pose du bandeau. | Précisez le motif de la pose du bandeau en utilisant la syntaxe suivante : {{admissibilité à vérifier\|date=août 2025\|motif=remplacez ce texte par le motif}}                          |
| 2. | Informer les utilisateurs concernés.     | Pensez à avertir le créateur de l'article, par exemple, en insérant le code ci-dessous sur sa page de discussion : {{subst:avertissement admissibilité à vérifier\|Il est déjà demain}} |

Il est déjà demain est un récit autobiographique et un livre de mémoires, écrit par Henri Lopes, écrivain, diplomate et homme politique congolais. Ancien Premier ministre (1973-1975) et ambassadeur du Congo en France (1998-2015), il y retrace son parcours personnel et professionnel. L'ouvrage est publié le 5 septembre 2018 aux éditions JC Lattès,.

## Présentation
Publié en 2018 lorsque Henri Lopes a l’âge de 81 ans, Il est déjà demain est son  premier livre de mémoires. Dans cet ouvrage, l’auteur rompt avec la fiction pour livrer un récit personnel et introspectif, porté par les thèmes de l’identité, du métissage et de la mémoire. En retraçant son parcours, Henri Lopes offre un témoignage singulier sur l’histoire récente du Congo et de l’Afrique.

## Résumé et thématiques principales
Dans Il est déjà demain, Henri Lopes retrace une vie marquée par le métissage, le déracinement et l’engagement intellectuel. Né en 1937 à Léopoldville (Congo) de parents mulâtres, il raconte son enfance entre le Congo et la France, son bonheur de découvrir la « métropole » à l'âge de 12 ans, ses études à Nantes puis à Paris, et son échec à intégrer l’École normale supérieure. Dans ce livre, il revient sur ses années militantes à la Fédération des étudiants d'Afrique noire en France (FEANF), son admiration pour Aragon, Césaire ou Senghor, et ses débuts comme enseignant. L’auteur évoque son retour au Congo en 1965, son rôle de directeur de l’enseignement, son ascension dans l’appareil d’État en 1968 comme ministre de l’Éducation nationale, de président de la Cour révolutionnaire. Il se définit comme un technocrate pragmatique, non idéologue, préoccupé par la modération dans la gestion du pouvoir. Le livre révèle aussi son attachement à la diplomatie, marqué par sa démission du poste de ministre des Finances pour rejoindre l’Unesco, qu’il considère comme l’étape la plus enrichissante de son parcours. L'ouvrage retrace donc sa vie politique et administrative au Congo, racontée à la première personne.À travers son récit, Lopes témoigne des grands bouleversements que le Congo a connus, évoquant notamment les luttes contre les antivaleurs dans les années 1970 et la volonté patriotique de développement du pays. Cependant, l’auteur n’aborde pas la période de la conférence nationale souveraine de 1991, ni son point de vue sur la démocratie congolaise depuis. Le roman s’achève sur sa carrière internationale, laissant certains lecteurs désireux d’en savoir plus sur ses réflexions politiques récentes. Dans ce récit personnel, Lopes parle également de son veuvage en 2009 et de son échec à diriger la Francophonie en 2014, qu’il interprète avec sagesse comme une leçon de vie.
Dans son récit, l’auteur notifie clairement le but de l’écriture de ce roman :« Ce livre est précisément une tentative de réponse au flou de ma généalogie… Il le fallait pour mes enfants, pour mes petits-enfants qui veulent légitiment comprendre afin de savoir où et comment se situer. Il le fallait pour de nombreux compatriotes, d’une génération plus jeune que la mienne, qui veulent savoir ce que nous avons fait du pays, de notre vie, afin de ne pas répéter demain les mêmes bévues. » p.502.

## Réception et critiques
L’ouvrage a été bien accueilli par la critique francophone. Le journaliste Jean-Pierre Langellier y voit une « série de confessions pudiques et élégantes », un récit « d’un homme lucide sur lui-même et sur l’Afrique contemporaine ». D’autres critiques ont salué la qualité littéraire de l’écriture et la richesse des souvenirs évoqués.
Il est déjà demain est écrit dans un langage chaleureux. Henri Lopes, sur un ton tantôt affectif, tantôt strict et formel, invite le lecteur dans un univers qui l’a conduit à user de plusieurs casquettes en rapport avec le milieu ambiant.
Un article de colloque sur ce livre, publié en novembre 2020 par le docteur Bo-Hyun Kim, propose de distinguer deux types de discours abordés par l'auteur, celui de la formation de soi et du témoignage politique. Il est déjà demain explore la problématique de la double vie, du métissage identitaire, qui a longtemps été au coeur de la vie d’Henri Lopes et dont il n’a cessé de justifier la légitimité. Le livre dresse un autoportrait de l’homme, tel qu’il désirait nous le transmettre. Dans cette perspective, les lecteurs pourront percevoir comment des situations apparemment contradictoires s’entrelacent pour former à la fois une vie et un récit.
Il est déjà demain offre le bilan d’une existence exceptionnelle, partagée entre l’Afrique et le monde, marquée par des luttes, des frustrations, des défaites, mais aussi jalonnée de défis relevés et de victoires significatives.
Lareus Gangoueus, de son vrai nom Réassi Ouabonzi, critique littéraire a exprimé son regret quant à la réserve du diplomate, sur le traitement de sujets politiques sensibles, en particulier la conférence nationale souveraine de 1991 et l’assassinat de son mentor à la Fédération des étudiants d'Afrique noire en France, Lazare Matsocota. S’il comprend cette retenue de l’homme d’État, il lui reproche néanmoins d’avoir abordé de tels sujets dans un projet littéraire. Il a également déploré que l’auteur ait minoré le thème de la littérature et n’ait pas engagé de réflexion approfondie sur son travail d’écriture, notamment autour du Pleurer-rire.

## Édition
Henri Lopes, Il est déjà demain, Paris, JC Lattès, coll. « littérature française », 2018, 506 p. (ISBN 978-2-709-66062-4)